# Tapinoma luteum
Tapinoma luteum är en myrart som först beskrevs av Carlo Emery 1895.  Tapinoma luteum ingår i släktet Tapinoma och familjen myror.

## Underarter
Arten delas in i följande underarter:
- T. l. emeryi
- T. l. luteum

## Bildgalleri

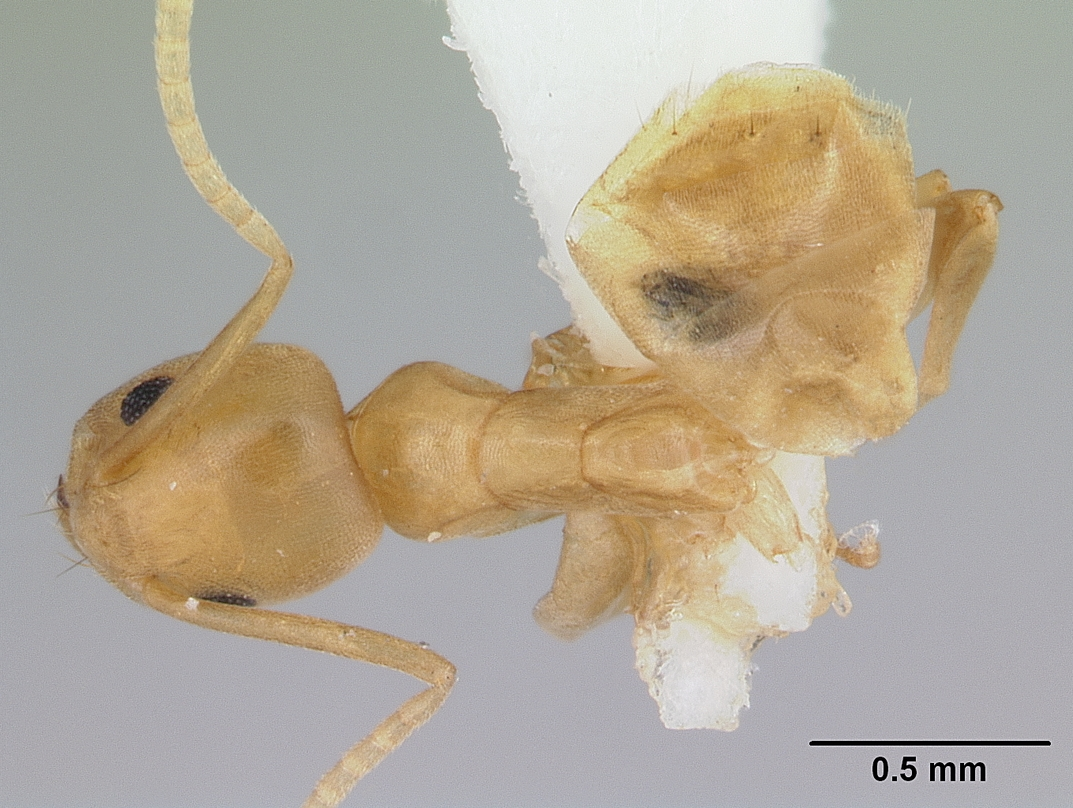
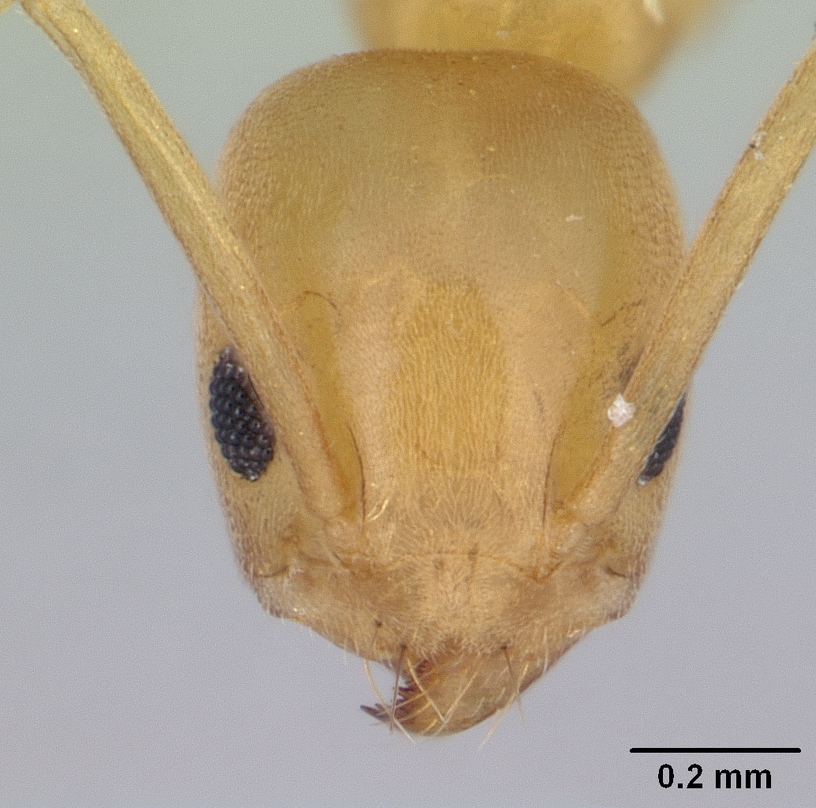
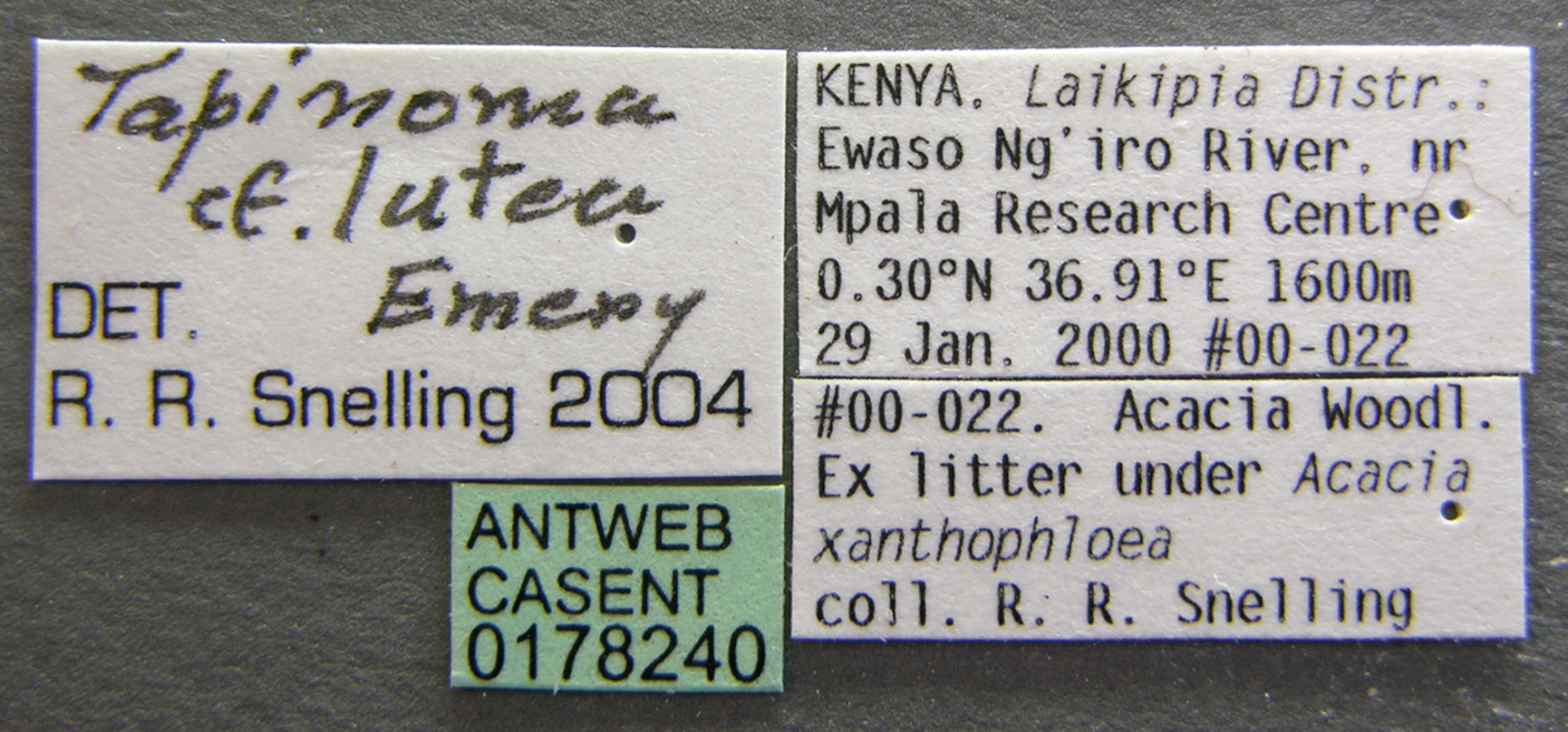
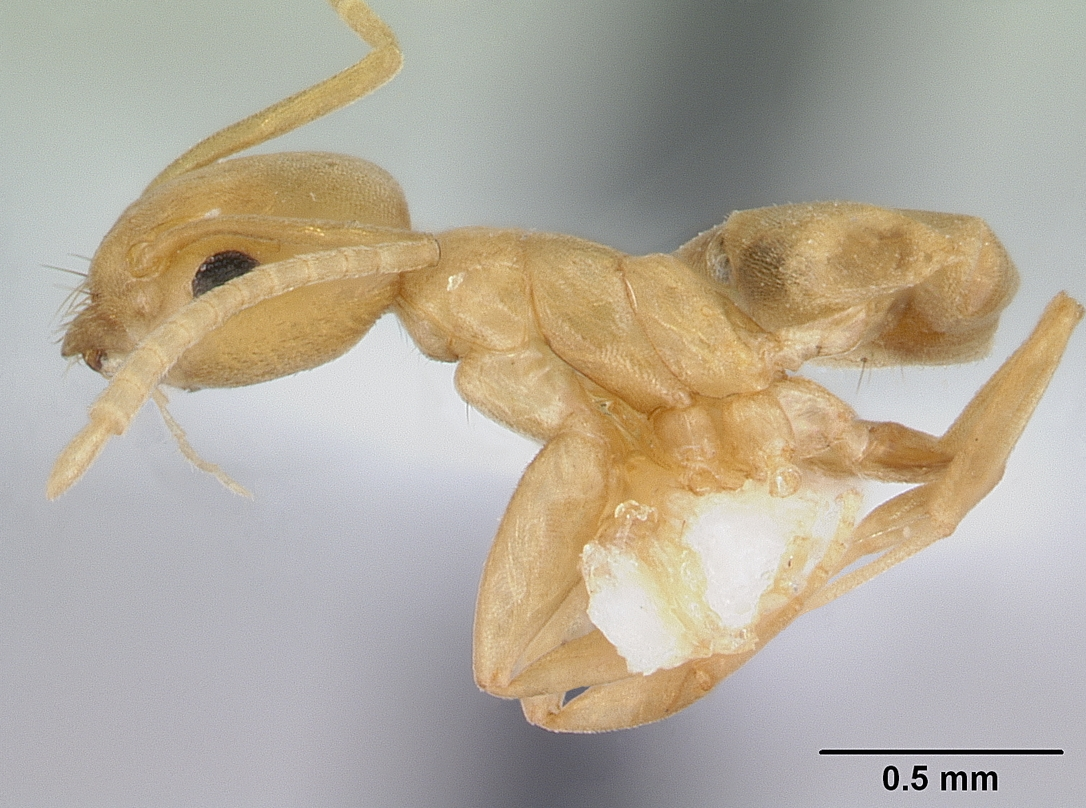
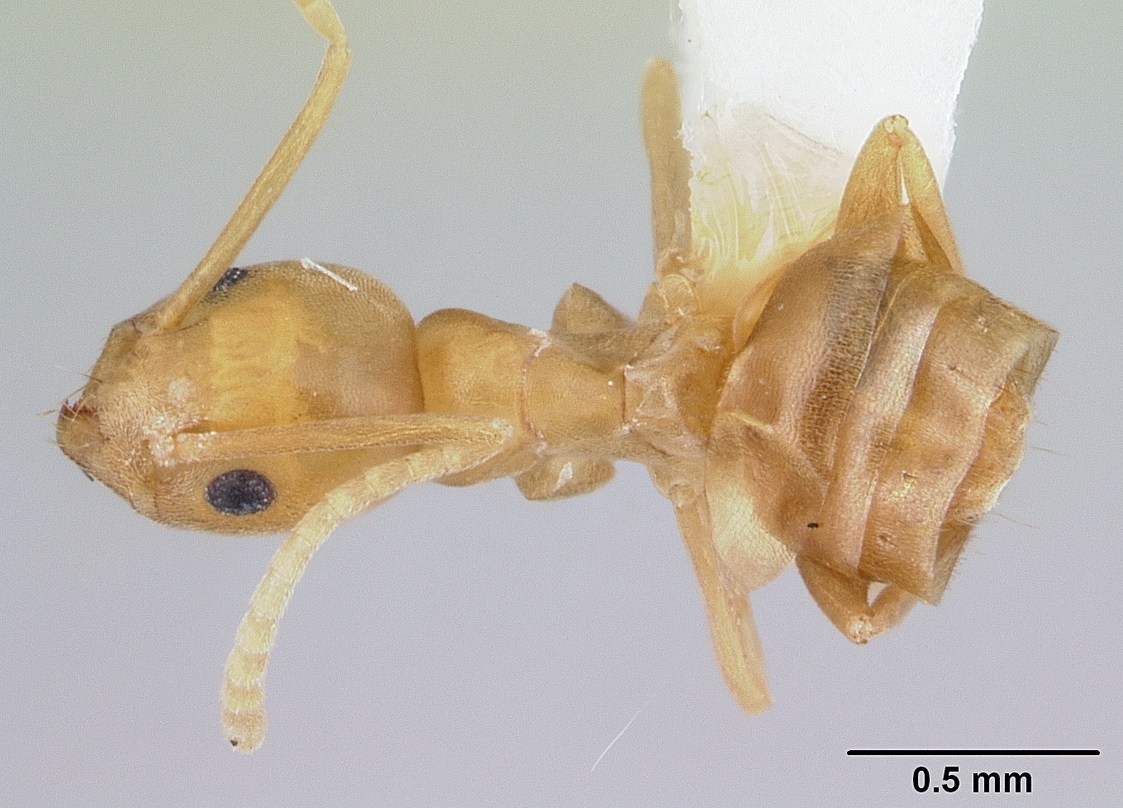
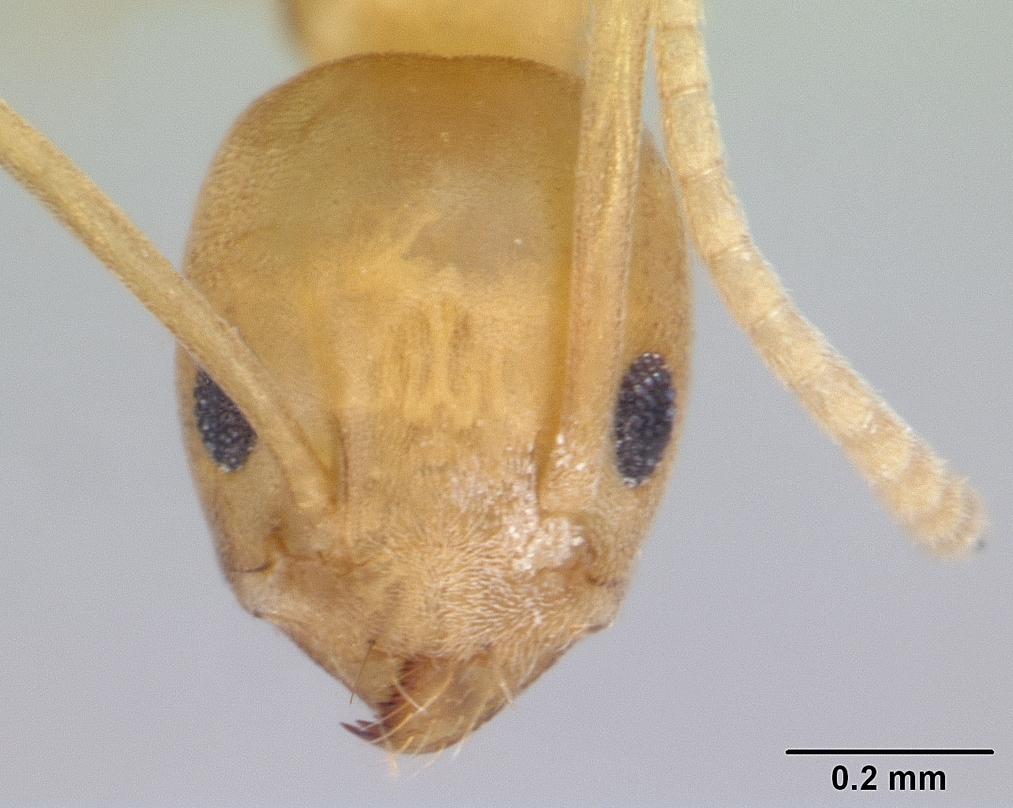